# وایو (ایزد)
وایو (به سانسکریت: वायु)، همچنین با نام‌های واتا و پاوانا نیز شناخته می‌شود، وایو خدای بادها و همچنین پیام‌آور خدایان در آیین هندو است. در متون مقدس وداها، وایو یک خدای پررنگ است و ارتباط نزدیکی با ایندرا، پادشاه خدایان دارد. گفته شده است که او از نفس خدای ویشواپوروشا متولد شد و همچنین اولین کسی که سوما را نوشید. اوپانیشادها او را به عنوان پرانا یا «نفس زندگی جهان» می ستایند. در کتاب‌های نوشته شده هندو بعد از وداها، او به عنوان یک دیکپالا (نگهبانان چهار سو) یاد شده است که به سمت شمال غربی می‌نگرد. حماسه‌های هندو او را پدر خدای هانومان و بهیما توصیف می‌کنند.

## نام‌شناسی
واژه وایو یکی از عناصر کلاسیک (پاوانا) در هندوئیسم است. نام وایو، به معنای دمنده (چیزی که می‌تواند جریان هوا یا باد ایجاد کند) است، واتا به معنای دمیده و پرانا، تنفس است.
گاهی نام وایو که بیشتر به معنای هوا یا باد به کار می‌رود، مترادف پرانا به کار می‌رود. واتا، نام اضافی برای خدای وایو، از ریشه (vātāvaranam)، اصطلاح سانسکریت و هندی برای اتمسفر نیز است.

## متن‌های هندو
در ریگودا، وایو با بادها همراه است. همچنین گفته می‌شود ماروت‌ها از شکم وایو متولد شده‌اند. وایو نخستین خدایی است که سوما (در ایران هوم) را در این مراسم دریافت کرد و سپس او و ایندرا برای اولین بار آن را نوشیدند.
در سرودها، وایو بسیار زیبا توصیف می‌شود و همراه با مربی درخشان خود که توسط دو یا چهل و نه یا هزار و یک اسب سفید و بنفش پر سر و صدا رانده می‌شود، حرکت می‌کند. این خدای هندو مانند دیگر خدایان جوی، یک خدای «جنگنده و ویرانگر»، «قدرتمند و قهرمان» است در اوپانیشادها، سروده‌ها و تصاویر متعددی از شکوه و بزرگی وایو وجود دارد بریهادارانیاکا اوپانیشاد می‌گوید که خدایان کنترل‌کننده اعمال بدن زمانی درگیر مسابقه ای شدند تا مشخص کنند کدام یک از آنها بزرگتر هستند. وقتی خدایی مانند بینایی از بدن مردی خارج می‌شود، آن مرد به زندگی خود به‌عنوان یک مرد نابینا ادامه می‌دهد، سپس خدایان یکی یکی به نوبت بدن مرد را ترک می‌کنند، اما مرد همچنان به زندگی خود ادامه می‌دهد، اگرچه هر بار به طرق مختلف آسیب می‌بیند. سرانجام، وقتی موخیا پرانا (وایو) شروع به ترک جسم مرد می‌کند، همه خدایان دیگر به زور از جایگاه خود بیرون کشیده می‌شوند، همان‌طور که اسبی قدرتمند میخ‌هایی را از روی زمین که به آن بسته شده است جدا می‌کند. این امر باعث شد که خدایان دیگر متوجه شوند که تنها زمانی می‌توانند به وظیفه خود عمل کنند که توسط وایو توانمند شوند. در قسمتی دیگر این کتاب، وایو تنها خدایی است که توسط شیاطین گناه که در حال حمله بودند، آسیب نمی‌بیند. این (وایو موخیا پرانا وایو) است.